# Kenmare

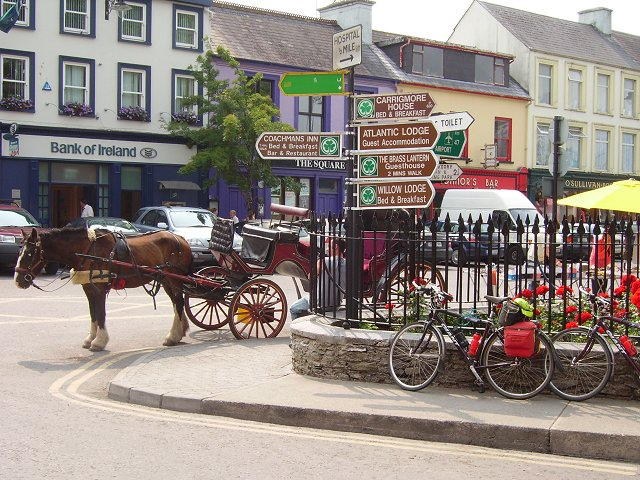
Carro amb cavalls a Kenmare

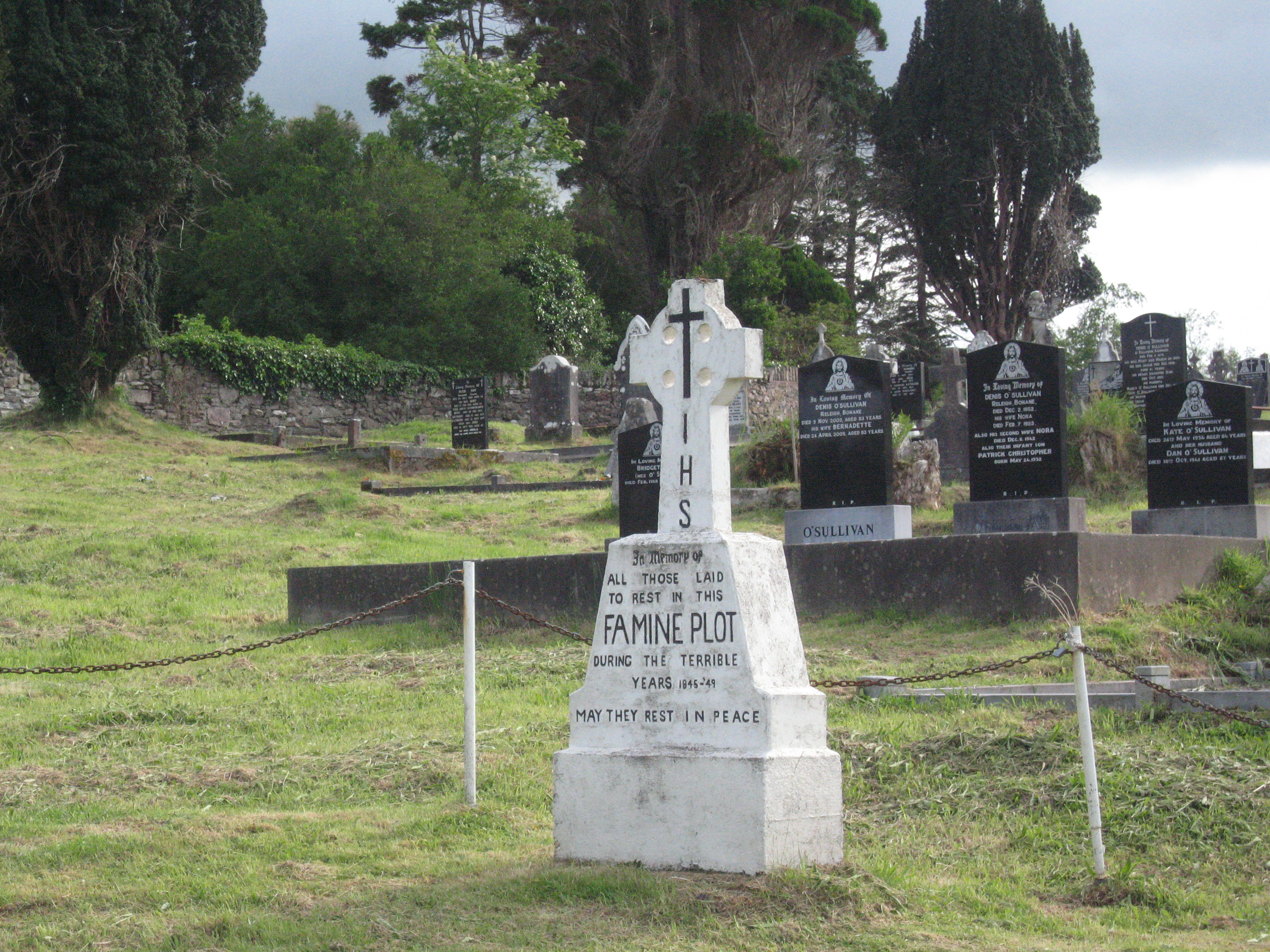
Monument als morts per la Gran Fam Irlandesa

Kenmare (irlandès An Neidín) és una petita població del sud del Comtat de Kerry de la República d'Irlanda. Té 2.175 habitants (Oficina estadística central d'Irlanda 2011). El nom irlandès es tradueix a l'anglès com "El niu petit". El nom Kenmare és la forma anglicisada de Ceann Mara, "cap de mar", que es refereix al punt de terra endins més allunyada assolida pel mar.

## Ubicació
Kenmare es troba al cap de la badia de Kenmare, de vegades anomenat el riu Kenmare on el riu Roughty (An Ruachtach) flueix al mar, i en la conjunció entre la península d'Iveragh i la península de Beara. El nom irlandès tradicional de la badia era Inbhear Scéine del topònim celta Aber, inversió, que està documentat en la narrativa del segle xi Lebor Gabal Érenn com el punt d'arribada de l'avantpassat irlandès mitològic Partholon. També és a prop dels Macgillicuddys Reeks, de la muntanya Mangerton i de les muntanyes Caha, i és una destinació de senderisme popular.

## Ús en cultura popular
En el fictici univers de Harry Potter Kenmare és la llar dels Kenmare Kestrels, un dels tretze equips de la Lliga de Quidditch de Britànnia i Irlanda. Els jugadors de l'equip porten roba color verd maragda adornades amb dues K de color groc al pit.
Kenmare també apareix en l'episodi de la sèrie Star Trek: Enterprise titulat "Breaking the Ice" (Trencant el gel), en el qual la tripulació contesta les preguntes dels nens d'una escola fictícia situada a la vila.